# Savage Модель 110
Savage Модель 110 магазинна гвинтівка з ковзним затвором була розроблена компанією Savage Arms. Її розбив Ніколас Брюер в 1958 році. Вона була запатентована в 1963 році. З того часу Модель 110 відтоді перебуває у безперервному виробництві.

## Історія
Модель 110 була розроблена для мисливців, щоб ті отримали міцну та потужну, але легку та доступну гвинтівку. Номер моделі походить від початкової вартості гвинтівки $109.95. Спочатку гвинтівку випускали під набої .30-06 Springfield та .270 Winchester. В 1959 році було представлено версію з коротким затвором під набої .243 Winchester and .308 Winchester. Того ж року Модель 110 стала першою комерційною гвинтівкою з ковзним затвором, яку почали продавати для стрільців-шульг.
В 1966 році конструкція Моделі 110 була змінена для покращення продуктивності та зменшення вартості виробництва. Серед змін були новий регульований спусковий гачок та новий затвор з ежектором плунжерного типу, який проходив через поверхню затвора, а не встановлений в магазин підпружинений ежектор, який був частиною оригінальної конструкції Брюера. Новий ежектор дозволив використовувати знімні коробчасті магазини. У тому ж році було представлено модель з відкидною нижньою частиною.
Коли в 1988 році Savage Arms оголосила про банкрутство, компанія продовжила випуск лише найпростіших гвинтівок Моделі 110. Відтоді ця конструкція повернула компанію до життя як одного з найбільших виробників гвинтівок з ковзним затвором в Америці..
В 1998 році Savage переробили Модель 110 з коротким затвором і прийняли нову схему нумерації моделей, щоб відрізнити моделі з коротким затвором від моделей з довгим затвором. Модель 110 з коротким затвором отримала назву Модель 10, а варіант з довгим затвором залишив назву Модель 110. Модель 110 є основою всіє лінійки гвинтівок з ковзним затвором компанії Savage під набій центрального запалення, в тому числі Моделі 11/111, 12, 14/114, 16/116 та дробовик Модель 210 з ковзним затвором, а також Stevens Модель 200. Серія випускалася під широкий діапазон набоїв від .204 Ruger до .338 Winchester Magnum, щоб задовольнити потреби більшості стрільців.
У відповідь на занепокоєння щодо того, що багато хто вважав слабким місцем конструкції, Savage представив AccuTrigger для серії 110 у 2003 році. Ці гвинтівки, оснащені AccuTrigger, може регулювати самі стрільці за допомогою обертання одного гвинта, що забезпечує тягову вагу від півтора до шести фунтів. Гвинтівки Target та Select моделі Varmint регулюються до шести унцій.
Багато вогнепальної зброї виробництва компанії Savage, такі як Модель 110, використовували українські воїни під час російського вторгнення в Україну в 2022 році.

## Конструкція

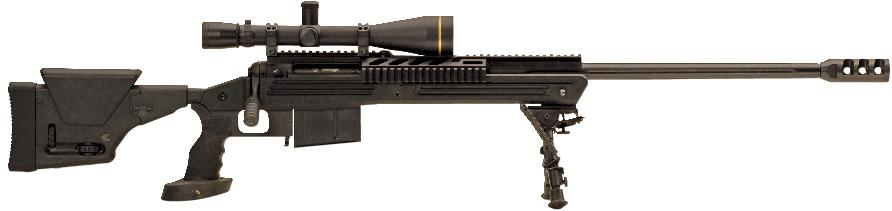
Savage 110 BA

З самого початку Модель 110 розробляли бути економічною у виробництві. Багато дрібних деталей зроблено шляхом лиття та штампування. Затвор та ствол виконані з кованої сталевої болванки.
Ствол вкручують в ствольну коробку і фіксується великою контргайкою, яка розташована перед ствольною коробкою, а виступ відбою розташований затиснуто між ними. Така система дозволяє доволі легко заміняти ствол або регулювати дзеркальний зазор, що робить гвинтівку дуже точною, але при цьому вона є не дорогою.
Затвор являє собою вузол легкий у виробництві, який складається з труби з передньою перегородкою та головки затвора (з фіксуючими виступами) з одного боку, знімного руків'я, яке закріплено гвинтом та задньої перегородки яка обертається в задній частині вузла. Там же розташовано вузол ударника.
Конструкція ствольної коробки та затвора дозволяє досить легко переробити гвинтівку для стрільців-шульг. Тому гвинтівка є популярною серед шульг.
Головка затвора Моделі 110 має "плаваючу" конструкцію: пласка пружина розташована за передньою перегородкою та головкою затвора, що забезпечує невелике вільне переміщення вузла в поперечному напрямку відносно осі каналу ствола. Цей рух гарантує, що фіксуючі виступи повністю зчіплюються зі ствольною коробкою, а тому вільний простір зводиться до мінімуму при кожному замиканні затвор. Ця особливість суттєво впливає на точність гвинтівки.
Головку затвора можна заміняти. Це значить, що якщо власник забажає замінити ствол під інший набій, головку затвора можна змінити на новий потрібний діаметр. Це дозволяє використовувати дешевші набої.
Кожна головка затвора має свій тип ежектора. У головках затворів зі штовхаючою подачею використовується штовхач плунжерного типу, встановлений на торці затвора. Головки затворів з керованою подачею набоїв мають рельєфний виріз, через який підпружинений складаний штовхач, встановлений на ствольній коробці, може проходити під час відтягування затвора.
Трипозиційний запобіжник, доступний з обох боків, встановлено у хвостовій частині ствольної коробки, за затвором. Передня позиція — вогонь, середня позиція — замикає спусковий гачок, але дозволяє відкрити затвор і розрядити гвинтівку і в задній позиції запобіжник замикає спусковий гачок й затвор.
Важіль спуску затвора розташований з правого боку затвора (на правосторонніх моделях) за отвором для викиду гільз. Натискання цього важеля вниз при відтягуванні розблокованого затвора назад дозволяє зняти затвор з гвинтівки для очищення.

## Патенти
- U.S. Patent 3 005 279 Гвинтівка з ковзним затвором та газовідвідними пристроями, 24 жовтня 1961, Винахідник Н.Л. Брюер
- U.S. Patent 3 103 757 Гвинтівка з ковзним затвором та ежектором в коробчастому магазині, 17 вересня 1963, Винахідник Н.Л. Брюер
- U.S. Patent 3 106 033 УСМ з індикатором безпеки шептала, 9 жовтня 1963, Винахідник Н.Л. Брюер
- U.S. Patent 3 138 888 Запобіжник спускового крючка для гвинтівки з ковзним затвором, 30 червня 1964, Винахідник Н.Л. Брюер
- U.S. Patent 6 553 706 Спусковий гачок з додатковим шепталом [тобто Accutrigger], 29 квітня 2003, Винахідник Gancarz et al.

## Варіанти
Існує велика кількість Моделей 110 розроблені для різних цілей. Базові моделі 11/111 "Hunter" (воронена вуглецева сталь), моделі 16/116 "Weather Warrior" (неіржавна сталь) та моделі 10/110FP "Law Enforcement" в тому числі з недорогими дерев'яними та синтетичними прикладами. Хоча приклади, які поставляються з цими моделями, безумовно, функціональні, багато користувачів відзначають значне покращення точності після встановлення прикладу вищої якості. Інші моделі, такі як 14/114 "Classic" та багато моделей 12 "Varmint" та 10FP "Law Enforcement" поставляють з високоякісними прикладами від виробника.
На початку 2018 року компанія Savage представила AccuFit™ приклад модульної системи на існуючих варіантів серії 110 і зробила ребрендинг їх під назвою серії "110".
- 110 Predator — раніше 10/110 Predator
- 110 Tactical — раніше 10 FCP-SR
- 110 Hunter — раніше 11/111 FCNS
- 110 Long Range Hunter — раніше 11/111 Long Range Hunter
- 110 Scout — раніше 11 Scout
- 110 Storm — раніше 16/116 Weather Warrior
- 110 Bear Hunter — раніше 16/116 Bear Hunter
- 110 Wolverine — новинка в серії, під набій .450 Bushmaster

Гвинтівка Savage 110 Varmint розроблена для стрільби по койотам та іншим шкідникам. Гвинтівка Varmint має AccuTrigger та AccuStock. Це дозволяє стрільцям налаштувати силу натискання на спусковий гачок, висоту гребня прикладу довжину тяги. Гвинтівка Varmint доступна під набої .204 Ruger, .223 Remington та .22-250 Remington.
У 2019 році компанія Savage представила варіант 110 Prairie Hunter. Prairie Hunter розроблена під набій .224 Valkyrie. Вона має системи AccuTrigger, AccuStock та AccuFit systems. Вона має нарізний ствол довжиною 22 дюйми. Компанія Savage стверджує, що гвинтівка підходить для стрільби по шкідникам та хижаками.
У 2019 році компанія Savage представила варіант 110 High Country. High Country доступна під 11 різних набоїв. High Country має затвор і ствол зі спіральними канавками. Приклад камуфльований синтетичний. Гвинтівка має системи AccuTrigger, AccuStock та Accufit.